# Ngộ
Ngộ (zh. wù 悟, ja. satori 悟 り), là một thuật ngữ của Thiền tông, được dùng để chỉ sự "nhận thức", "trực nhận", "thấu hiểu xuyên suốt". "Nhận thức" ở đây không phải là sự hiểu biết thông thường hoặc nhận thức theo các hệ thống triết lý mà chính là sự trực nhận chân lý không có sự phân biệt giữa "người nhận thức" và "vật được nhận thức" (nhân vật bất nhị 人物不二). Một danh từ khác đồng nghĩa với ngộ là Kiến tính (ja. kenshō). Từ Đại ngộ triệt để cũng thường được sử dụng để chỉ sự Giác ngộ tột cùng, viên mãn.
Danh từ Ngộ được thông dụng khi Thiền tông bắt đầu hưng thịnh. Trước đó, các Cao tăng hay dùng chữ Bồ-đề (zh. 菩提), cách phiên âm chữ Bodhi của Phạn ngữ hoặc cách dịch nghĩa của nó là Giác, Giác ngộ (覺悟) hơn. Có lẽ các vị Thiền sư muốn thống nhất hoá tư tưởng "Giáo ngoại biệt truyền, bất lập văn tự", chủ trương đem danh từ Ngộ vào pháp ngữ.
Nếu nghiên cứu kĩ cách sử dụng danh từ Ngộ và Giác (Bồ-đề) trong các kinh luận, thiền ngữ Trung Quốc, người ta có thể thấy được một sự khác biệt tinh tế trong cách sử dụng. Ngộ thường được dùng để chỉ cái kinh nghiệm thức tỉnh trong ý nghĩa ngay tức thì của nó trong khi Giác được dùng với nghĩa "Ngộ thường trực". Người đã có kinh nghiệm Ngộ cần phải tu tập thêm để đạt đến mức toàn vẹn của Giác.
Trong thời gian Thiền tông phát triển tại Nhật, các vị Thiền sư tại đây lại phân biệt giữa hai danh từ Ngộ (ja. satori) và Kiến tính (zh. 見性, ja. kenshō) và sự khác biệt giữa hai danh từ này cũng giống như trường hợp giữa Giác và Ngộ. Trong những khóa thực hành thiền căn bản, các vị Lão sư thường dùng danh từ Kiến tính để chỉ những kinh nghiệm ngộ đạo ban sơ của thiền sinh, rất ít khi dùng chữ Ngộ.